# Chmura orograficzna

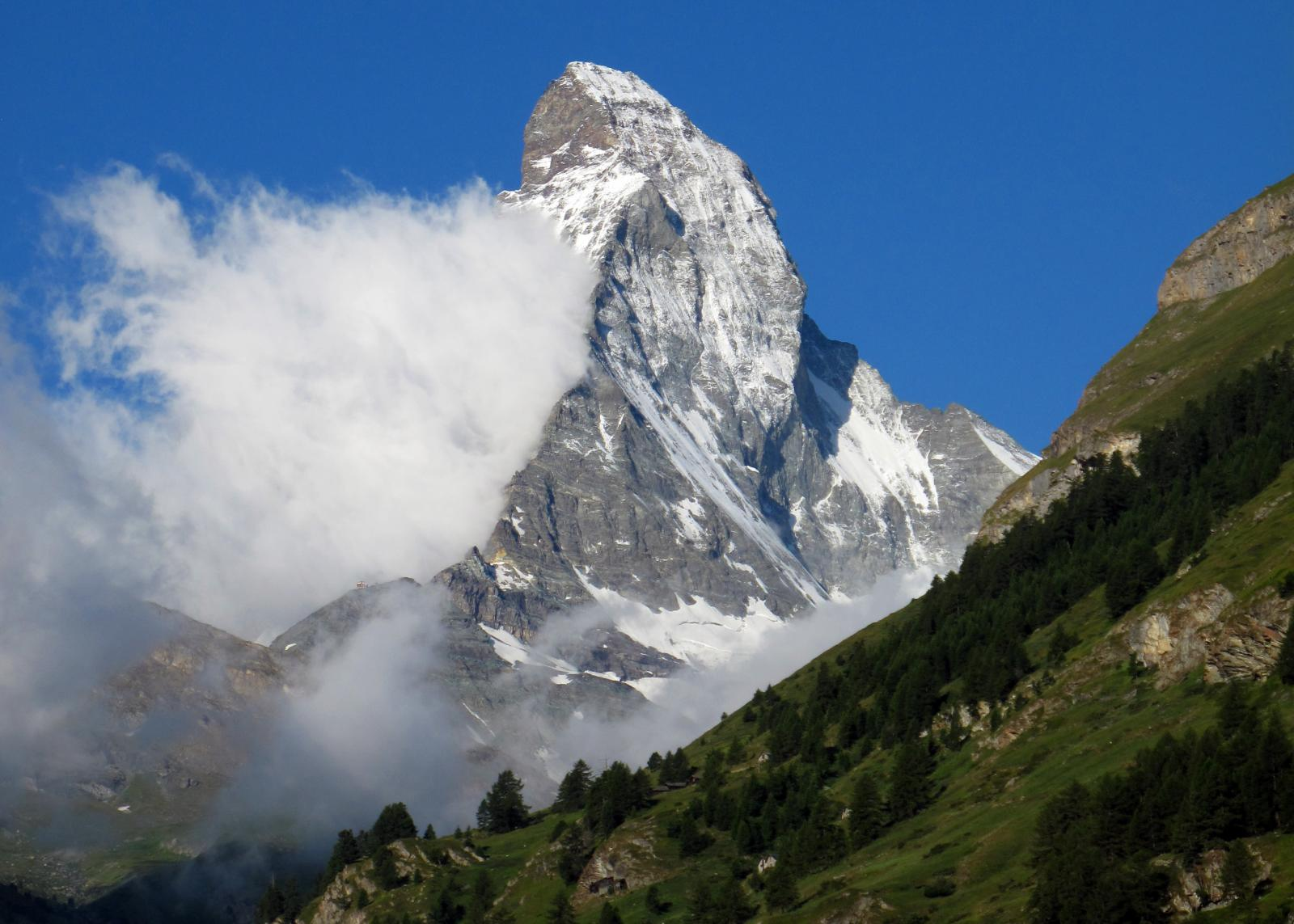
Chmura orograficzna po stronie zawietrznej, towarzysząca wierzchołkowi Matterhornu

Chmura orograficzna – stacjonarna chmura tworząca się w sąsiedztwie szczytu góry opływanej przez powietrze. Powstaje wskutek ochłodzenia wznoszącego się powietrza lub zmian ciśnienia związanych z opływem góry, które wywołują kondensację pary wodnej. Wiatr na poziomie chmury może być silny, a w powietrzu tworzą się wiry, lecz sama chmura, będąc związana z górą, nie przemieszcza się.
Chmury orograficzne mogą mieć nietypowe kształty, związane z przebiegiem wznoszących prądów powietrza w sąsiedztwie szczytu góry, tzw. prądów orograficznych, jednak nie tworzą odrębnego rodzaju. Najbardziej pospolite spośród nich należą do rodzajów altocumulus, stratocumulus i cumulus. 

## Mechanizm powstawania

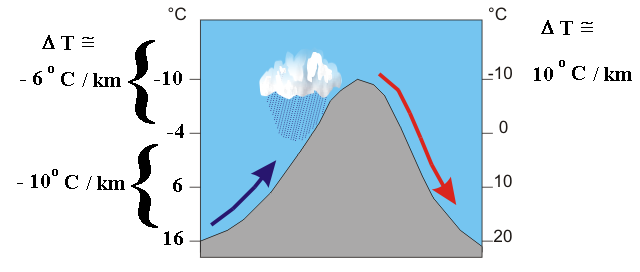
Schemat powstawania chmur od strony podwietrznej

Chmury orograficzne są dwojakiego rodzaju: te występujące od strony podwietrznej góry, powstają na skutek wznoszenia się wilgotnego powietrza, które ulega ochłodzeniu. Od strony zawietrznej również mogą powstać chmury, tworząc jakby "proporzec" związany z górą, kiedy powietrze po ominięciu przeszkody rozrzedza się i następuje spadek temperatury, wywołujący kondensację pary wodnej. Wskutek powstania fal w powietrzu przy omijaniu masywu górskiego tworzą się chmury falowe, także związane z górą, lecz wyraźnie oddzielone od niej. W pobliżu samotnych szczytów chmury orograficzne przybierają kształt kołnierza otaczającego górę lub "czapy" wokół wierzchołka.

## Poza Ziemią

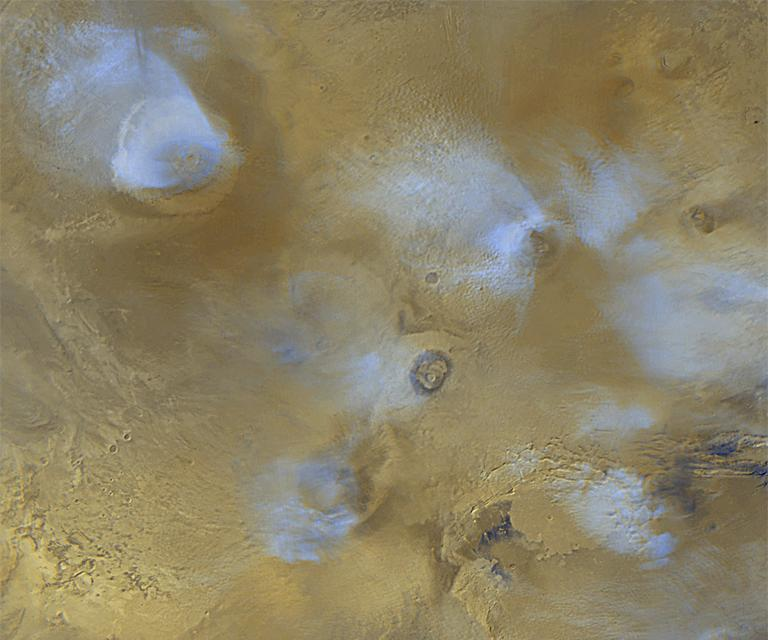
Chmury towarzyszące wierzchołkom wulkanów marsjańskiej wyżyny Tharsis

Chmury orograficzne występują także w pobliżu wierzchołków marsjańskich wulkanów. Jasna plama obserwowana na powierzchni Marsa, nazwana Nix Olympica ("Śniegi Olimpu") przez Schiaparellego, w latach 60. XIX wieku, dzięki badaniom sondy Mariner 9, okazała się być formacją chmur związanych z wierzchołkiem wielkiego wulkanu. Wulkan ten nazwano Olympus Mons.